# Nekrolog 1857
Nekrolog
◄◄
| ◄
| 1853
| 1854
| 1855
| 1856
| 1857 | 1858 | 1859 | 1860 | 1861 | ► | ►►
Weitere Ereignisse | Allgemeiner Nekrolog 1857
Die Beschreibung der verstorbenen Person sollte so kurz wie möglich gehalten sein und nur deren signifikante Tätigkeit(en) enthalten.
Neue Namen ggf. auch unter dem Geburts- und Sterbedatum, also etwa unter 1. Januar und im Geburts- und Sterbejahr (2024) eintragen (nur bei entsprechender großer Wichtigkeit). Für Beispiele siehe die schon vorhandenen Artikel.
Außerdem über die fünf zuletzt Verstorbenen, zu denen es einen ausreichend guten Artikel für eine Präsentation auf der Hauptseite gibt, nach der todesbedingten Überarbeitung der Artikel ggf. auch unter Wikipedia Diskussion:Hauptseite informieren und sie am besten auch in den anderen Wikipedia-Sprachversionen eintragen. Tipp: Regelmäßig bei news.google.de nach „ist tot“, „gestorben“ oder „verstorben“ suchen.
Wenn eine Person gestorben ist, gibt es viele Seiten zu dieser Person in der Wikipedia, die davon auch betroffen sind und entsprechend aktualisiert werden müssen. Beispiele: Namenübersichtsseite, Geburtsjahr, Geburtsort-Seiten und viele mehr.
Wie finde ich die betroffenen Seiten?
Im Suchfeld auf der linken Seite gibt man den Suchbegriff so ein: „Vorname Nachname“. Dann klickt man auf Volltext und alle Seiten mit entsprechendem Suchtext werden aufgerufen. Hier sieht man dann schnell, wo auch das Todesjahr Sinn macht oder sogar ein Teil des Artikels angepasst werden muss. Auch hilft das „Werkzeug“ auf der linken Seite sehr gut, um solche Seiten aufzufinden: „Links auf diese Seite“. Somit ist die Wikipedia wieder aktuell in allen Bereichen! Hinweis: bei Eintragung der Kategorie „Gestorben JAHR“ wird der Missbrauchsfilter 49 ausgelöst, was jedoch nicht schlimm ist. Siehe: Spezial:Missbrauchsfilter/49
Dies ist eine Liste von im Jahr 1857 verstorbenen bekannten Persönlichkeiten. Die Einträge erfolgen innerhalb der einzelnen Daten alphabetisch sortiert. Tiere sind im Nekrolog für Tiere zu finden.

## Januar
| Tag        | Name                                   | Beruf, bekannt als                                                    | Alter | Beleg |
| ---------- | -------------------------------------- | --------------------------------------------------------------------- | ----- | ----- |
| 2. Januar  | Johann Jacob d’Avis                    | deutscher Kaufmann und Abgeordneter                                   | 57    |       |
| 2. Januar  | Henriette von Nassau-Weilburg          | deutsche Adlige (Herzogin von Württemberg)                            | 76    |       |
| 2. Januar  | Andrew Ure                             | englischer Mediziner und Professor für Naturgeschichte und Chemie     | 78    |       |
| 3. Januar  | Just Friedrich von Seelhorst           | Hofmarschall in Ballenstedt                                           | 86    |       |
| 3. Januar  | Auguste Sibour                         | Erzbischof von Paris                                                  | 64    |       |
| 4. Januar  | Carl Wilhelm Blüher                    | deutscher Jurist und Politiker, MdL                                   | 67    |       |
| 4. Januar  | Georg Carstensen                       | dänischer Offizier und Unternehmer                                    | 44    |       |
| 5. Januar  | Gregorio Aráoz de La Madrid            | argentinischer Militärführer und Politiker                            | 61    |       |
| 5. Januar  | Gustav Adolph Jahn                     | deutscher Astronom und Mathematiker                                   | 52    |       |
| 5. Januar  | Joseph Ignaz Ritter                    | deutscher katholischer Theologe und Kirchenhistoriker                 | 69    |       |
| 5. Januar  | Franz Sterle                           | österreichischer Kaufmann und Reichstagsabgeordneter                  | 74    |       |
| 5. Januar  | Johann Hermann Zigra                   | deutscher Gärtner, Gartenbauunternehmer und Botaniker                 | 81    |       |
| 6. Januar  | Albert Schwegler                       | Theologe, Philosoph und Historiker                                    | 37    |       |
| 8. Januar  | Gaetano Medini                         | italienischer Koch                                                    |       |       |
| 8. Januar  | Carl Rieter                            | Schweizer Historienmaler                                              | 22    |       |
| 8. Januar  | Johann Gottfried Rode                  | deutscher Musiker und Komponist                                       | 59    |       |
| 9. Januar  | Johann Wilhelm Sondermann              | Fabrikant                                                             | 86    |       |
| 10. Januar | Bernhard Dreymann                      | deutscher Orgelbauer                                                  | 68    |       |
| 10. Januar | Wilhelm Schmid                         | deutscher Maler                                                       |       |       |
| 11. Januar | Pierre-Marie-Joseph Darcimoles         | französischer römisch-katholischer Geistlicher und Erzbischof         | 54    |       |
| 11. Januar | Adolf von Duve                         | deutscher Jurist und Historiker                                       | 66    |       |
| 12. Januar | Karl Friedrich Müchler                 | deutscher Schriftsteller                                              | 93    |       |
| 13. Januar | József Szén                            | ungarischer Schachmeister                                             | 51    |       |
| 14. Januar | Carl Gravenhorst                       | deutscher Zoologe und Naturwissenschaftler                            | 79    |       |
| 15. Januar | Samuel Heinrich Fröhlich               | Begründer der Evangelischen Täufergemeinden                           | 53    |       |
| 15. Januar | Heinrich Gottlob von Mühler            | preußischer Jurist und Justizminister                                 | 76    |       |
| 15. Januar | Samuel Prentiss                        | US-amerikanischer Jurist und Politiker                                | 74    |       |
| 16. Januar | Gustav von Kessel                      | preußischer Generalmajor                                              | 59    |       |
| 17. Januar | Nikolaus Funk                          | deutscher lutherischer Theologe und Pastor                            | 89    |       |
| 17. Januar | Friedrich Hannibal von Thurn und Taxis | kaiserlich-österreichischer General der Kavallerie                    | 57    |       |
| 19. Januar | Johann Christian Althof                | Kanzleirat und Alterspräsident des lippischen Landtags                | 72    |       |
| 19. Januar | Franz Limmer                           | österreichischer Komponist                                            | 48    |       |
| 20. Januar | Johann Rudolf von Steiger              | Schweizer Offizier und Politiker                                      | 67    |       |
| 21. Januar | Franz Krüger                           | deutscher Tiermaler und Lithograf                                     | 59    |       |
| 24. Januar | John Jameson                           | US-amerikanischer Politiker                                           | 54    |       |
| 24. Januar | Andrei Fjodorowitsch Pawlowski         | russischer Mathematiker und Hochschullehrer                           | 67    |       |
| 24. Januar | Ferdinand Schröder                     | deutscher Mediziner, Politiker und Karikaturist                       | 38    |       |
| 25. Januar | Andrew Stevenson                       | US-amerikanischer Politiker                                           | 73    |       |
| 26. Januar | John Barney                            | US-amerikanischer Politiker                                           | 72    |       |
| 27. Januar | Preston Brooks                         | amerikanischer Politiker der Südstaaten                               | 37    |       |
| 27. Januar | Lew Iwanowitsch Brusnizyn              | russischer Bergbauingenieur                                           |       |       |
| 27. Januar | Dorothea von Lieven                    | Ehefrau des russischen Generals Christoph von Lieven                  | 71    |       |
| 27. Januar | Joseph Schneider von Arno              | österreichischer Generalmajor                                         | 46    |       |
| 30. Januar | Agostino Aglio                         | britischer Maler                                                      | 79    |       |
| 30. Januar | Pierre Arnollet                        | französischer Ingenieur                                               | 80    |       |
| 30. Januar | Theodor Ernst Stever                   | deutscher Jurist und Politiker                                        | 41    |       |
| 31. Januar | Alfons von Boddien                     | preußischer Offizier und Mitglied der Frankfurter Nationalversammlung | 54    |       |

## Februar
| Tag         | Name                                       | Beruf, bekannt als                                                                    | Alter | Beleg |
| ----------- | ------------------------------------------ | ------------------------------------------------------------------------------------- | ----- | ----- |
| 3. Februar  | Luise Beck                                 | deutsche Schriftstellerin und Schauspielerin                                          |       |       |
| 3. Februar  | Stanisław Worcell                          | polnischer Politiker und Publizist                                                    | 57    |       |
| 5. Februar  | William Duhurst Merrick                    | US-amerikanischer Politiker                                                           | 63    |       |
| 6. Februar  | Christian Wilhelm von Faber du Faur        | württembergischer Generalmajor und Militärmaler                                       | 76    |       |
| 6. Februar  | Holger Christian von Reedtz                | dänischer Politiker, Diplomat, Historiker und Astronom                                | 56    |       |
| 7. Februar  | Félix de Mérode                            | belgischer Staatsmann                                                                 | 65    |       |
| 8. Februar  | Henri Rottembourg                          | französischer Divisionsgeneral                                                        | 87    |       |
| 9. Februar  | Dionysios Solomos                          | griechischer Adliger und Dichter                                                      | 58    |       |
| 10. Februar | David Thompson                             | kanadischer Kartograf und Pelzhändler                                                 | 86    |       |
| 11. Februar | Alexander Iwanowitsch Ostermann-Tolstoi    | russischer Offizier                                                                   |       |       |
| 11. Februar | Albion K. Parris                           | US-amerikanischer Jurist und Politiker                                                | 69    |       |
| 12. Februar | Johann Jakob Peter Fuchs                   | Verwaltungsbeamter im Köln der Franzosenzeit und zu Beginn der preußischen Verwaltung | 74    |       |
| 12. Februar | Joseph Heckler                             | deutscher Jurist und Heimatforscher                                                   | 70    |       |
| 12. Februar | William Charles Redfield                   | US-amerikanischer Amateur-Meteorologe                                                 | 67    |       |
| 13. Februar | Nerses V.                                  | Katholikos der Armenischen Apostolischen Kirche                                       | 87    |       |
| 13. Februar | Ferdinand Leopold von Thadden              | preußischer Oberstleutnant                                                            | 58    |       |
| 14. Februar | Johannes Bernardus van Bree                | niederländischer Komponist der Romantik                                               | 56    |       |
| 14. Februar | Georg Schenck                              | Landtagsabgeordneter Großherzogtum Hessen                                             | 71    |       |
| 15. Februar | Johann Friedrich Funck                     | deutscher Publizist und Schriftsteller                                                | 53    |       |
| 15. Februar | Michail Iwanowitsch Glinka                 | russischer Komponist                                                                  | 52    |       |
| 15. Februar | Johann Heinrich Graeser                    | deutscher Ingenieur und Bergwerksdirektor                                             | 82    |       |
| 15. Februar | Victoire de Donnissan de La Rochejaquelein | französische Autorin                                                                  | 84    |       |
| 16. Februar | Auguste Gaspard Louis Desnoyers            | französischer Kupferstecher                                                           | 77    |       |
| 16. Februar | Heinrich David August Ficinus              | deutscher Mediziner und Naturforscher                                                 | 74    |       |
| 16. Februar | Elisha Kent Kane                           | US-amerikanischer Forscher, Entdecker und Arzt                                        | 37    |       |
| 16. Februar | Efim Antonowitsch von Kleist               | russischer Generalmajor                                                               |       |       |
| 16. Februar | Victor Lebrecht von Prott                  | hannoverscher General und Kriegsminister                                              | 75    |       |
| 16. Februar | Karl von Schönhals                         | österreichischer General                                                              | 68    |       |
| 17. Februar | Julius Karl Friedrich Dilthey              | deutscher Philologe, Privatdozent und Gymnasialdirektor                               | 59    |       |
| 18. Februar | Louis Barré                                | französischer Romanist, Anglist und Lexikograf                                        |       |       |
| 18. Februar | Francis Egerton, 1. Earl of Ellesmere      | britischer Schriftsteller und Kunstliebhaber                                          | 57    |       |
| 18. Februar | Jean-Louis Pierrot                         | haitianischer Politiker und General; Präsident von Haiti (1845–1846)                  |       |       |
| 19. Februar | Edward Robinson                            | US-amerikanischer Politiker                                                           | 60    |       |
| 20. Februar | Karl August Hahn                           | deutsch-österreichischer Philologe, Germanist und Hochschullehrer                     | 49    |       |
| 26. Februar | Jacob Whitman Bailey                       | US-amerikanischer Botaniker und Paläontologe                                          | 45    |       |
| 26. Februar | Ole Andreas Lindeman                       | norwegischer Komponist                                                                | 88    |       |
| 28. Februar | André Hubert Dumont                        | belgischer Geologe                                                                    | 48    |       |

## März
| Tag      | Name                                  | Beruf, bekannt als                                                             | Alter | Beleg |
| -------- | ------------------------------------- | ------------------------------------------------------------------------------ | ----- | ----- |
| 1. März  | Johann Jakob Heckel                   | österreichischer Zoologe und Ichthyologe                                       | 67    |       |
| 3. März  | Eduard Chambon                        | deutscher Rechtswissenschaftler                                                | 34    |       |
| 5. März  | Karl Julius von Bosse                 | russischer Arzt und Staatsrat                                                  | 50    |       |
| 6. März  | Wilhelm von Huene                     | preußischer General                                                            | 66    |       |
| 7. März  | Martin Johann Jenisch der Jüngere     | Hamburger Senator                                                              | 63    |       |
| 8. März  | Isaak Jeitteles                       | österreichischer Journalist und Schriftsteller                                 | 42    |       |
| 9. März  | Dominikus Savio                       | Schüler bei Don Bosco und Heiliger                                             | 14    |       |
| 11. März | Manuel José Quintana                  | spanischer Dichter                                                             | 84    |       |
| 12. März | George William Anderson               | britischer Kolonialgouverneur (Bombay, Mauritius, Britisch-Ceylon)             | ≈65   |       |
| 12. März | Jean de Carro                         | schweizerisch-österreichischer Arzt in Wien und Karlsbad                       | 86    |       |
| 13. März | William Pitt Amherst, 1. Earl Amherst | britischer Politiker und Staatsmann                                            | 84    |       |
| 13. März | Ludwig Dornblüth                      | deutscher Mediziner                                                            | 72    |       |
| 14. März | David T. Disney                       | US-amerikanischer Politiker (Demokratische Partei)                             | 53    |       |
| 14. März | Ferdinand Heinke                      | Jurist und preußischer Beamter                                                 | 74    |       |
| 14. März | Tommaso Riario Sforza                 | italienischer Geistlicher, Kardinal der katholischen Kirche                    | 75    |       |
| 15. März | Alexander Alexandrowitsch Sablukow    | russischer Offizier und Erfinder                                               | 73    |       |
| 18. März | Maria Luisa von Bourbon-Parma         | Tochter von Maria Luisa von Spanien (1782–1824)                                | 54    |       |
| 18. März | William J. Brown                      | US-amerikanischer Politiker                                                    | 51    |       |
| 18. März | Joshua Ricketts Rowley                | britischer Vizeadmiral                                                         |       |       |
| 19. März | Johann von Sivkovich                  | österreichischer Feldmarschalleutnant und Inhaber des Infanterieregiments Nr   | 78    |       |
| 20. März | Armand Dufrénoy                       | französischer Geologe                                                          | 64    |       |
| 20. März | Adolf Hauss                           | deutscher Verwaltungsjurist                                                    |       |       |
| 20. März | Konstantinos Oikonomos                | neugriechischer Kanzelredner und Gelehrter                                     | 76    |       |
| 21. März | Abraham Jacob van der Aa              | niederländischer Lexikograph und Literat                                       | 64    |       |
| 21. März | William Salter Blackledge             | US-amerikanischer Politiker                                                    |       |       |
| 21. März | John R. Drake                         | US-amerikanischer Jurist und Politiker                                         | 74    |       |
| 21. März | Dedo von Krosigk                      | deutscher Politiker, Landrat des Saalkreises                                   | 81    |       |
| 21. März | William Scoresby                      | englischer Seefahrer und Forscher                                              | 67    |       |
| 22. März | Johann Peter Boelling                 | deutscher Unternehmer und Politiker                                            | 83    |       |
| 22. März | Friedrich Wilhelm Wallroth            | deutscher Arzt, Botaniker und Mykologe                                         | 65    |       |
| 23. März | Ferdinand von Hutten                  | bayerischer Rittmeister und Mitglied der kurhessischen Ständeversammlung       | 64    |       |
| 23. März | Karl Wilhelm Wippermann               | kurhessischer Beamter und Politiker                                            | 56    |       |
| 25. März | William Colgate                       | US-amerikanischer Unternehmer                                                  | 74    |       |
| 25. März | Elias Spanier                         | jüdischer Kaufmann                                                             | 75    |       |
| 25. März | Johann Daniel Symanski                | deutscher Journalist und Autor                                                 | 67    |       |
| 26. März | Ferdinand von Eschwege                | kurhessischer Generalleutnant, Mitglied der kurhessischen Ständeversammlung    | 66    |       |
| 26. März | Liepmann Fraenckel                    | deutscher Miniaturmaler                                                        | 84    |       |
| 26. März | John Mitchell Kemble                  | englischer Sprach- und Geschichtsforscher                                      | 49    |       |
| 26. März | Moritz Reich                          | deutsch-böhmischer Schriftsteller                                              | 25    |       |
| 26. März | Wei Yuan                              | chinesischer Gelehrter                                                         | 62    |       |
| 28. März | Heinrich von Hüser                    | preußischer General der Infanterie zuletzt Vizekommandant in die Festung Mainz | 75    |       |
| 28. März | Kensey Johns                          | US-amerikanischer Politiker                                                    | 65    |       |
| 29. März | Samuel Brenton                        | US-amerikanischer Politiker                                                    | 46    |       |
| 29. März | Christiaan Bangeman Huygens           | niederländischer Adeliger und Diplomat                                         | 84    |       |
| 31. März | Christian Carl Theodor Ludwig Sethe   | deutscher Jurist                                                               | 58    |       |

## April
| Tag       | Name                                          | Beruf, bekannt als                                                           | Alter | Beleg |
| --------- | --------------------------------------------- | ---------------------------------------------------------------------------- | ----- | ----- |
| 1. April  | Théodelinde de Beauharnais                    | deutsch-französische Prinzessin und durch Heirat Gräfin von Württemberg      | 42    |       |
| 1. April  | Sampson Willis Harris                         | US-amerikanischer Rechtsanwalt und Politiker                                 | 48    |       |
| 2. April  | Moritz Breidenbach                            | deutscher Politiker, Landtagsabgeordneter im Großherzogtum Hessen            | 60    |       |
| 3. April  | Löw Schwab                                    | österreichischer Rabbiner                                                    | ≈ 62  |       |
| 4. April  | Federico Roncali                              | spanischer Adliger, Regierungspräsident von Spanien (1852–1853)              | 50    |       |
| 5. April  | George Griswold                               | US-amerikanischer Politiker                                                  | ≈ 62  |       |
| 5. April  | Agnes von Hahn                                | deutsche adlige Obstzüchterin                                                | 44    |       |
| 5. April  | Gottlob Wilhelm Morff                         | deutscher Hofmaler                                                           | 85    |       |
| 5. April  | Ernst Christian von Walz                      | deutscher klassischer Philologe; Rektor in Tübingen                          | 55    |       |
| 6. April  | Edward Samuel Dodge                           | US-amerikanischer Miniaturmaler                                              | 40    |       |
| 7. April  | Karl Ludwig von Ficquelmont                   | österreichischer General und Staatsmann                                      | 80    |       |
| 7. April  | Jacob Nieuwenhuis                             | niederländischer lutherischer Theologe, mathematischer Logiker und Philosoph | 79    |       |
| 8. April  | Julius August von Bernuth                     | deutscher Beamter sowie Land- und Regierungsrat                              | 74    |       |
| 8. April  | Heinrich Eduard Bethmann                      | deutscher Schauspieler und Theaterdirektor                                   | ≈ 82  |       |
| 8. April  | Alexander Boyd                                | US-amerikanischer Politiker                                                  | 92    |       |
| 8. April  | Mangal Pandey                                 | indischer Unabhängigkeitskämpfer                                             | ≈ 25  |       |
| 8. April  | Karl Wilhelmi                                 | deutscher evangelischer Theologe und Altertumsforscher                       | 71    |       |
| 9. April  | Antonio María Esquivel                        | spanischer Maler                                                             | 51    |       |
| 9. April  | Anton Nombride                                | Beamter und badischer Abgeordneter                                           | 57    |       |
| 10. April | Ludwig Tengoborski                            | polnisch-russischer Diplomat und Nationalökonom                              |       |       |
| 13. April | François-André Isambert                       | französischer Jurist und Politiker                                           | 64    |       |
| 14. April | Johann Karl Passavant                         | deutscher Arzt und religiöser Schriftsteller                                 | 66    |       |
| 14. April | Heinrich Schmidt                              | deutscher Schauspieler, Theaterdirektor, Regisseur und Schriftsteller        | 77    |       |
| 16. April | Ferdinand Wedel-Jarlsberg                     | norwegischer Offizier                                                        | 75    |       |
| 20. April | Étienne Heudelet de Bierre                    | französischer Divisionsgeneral der Infanterie                                | 86    |       |
| 20. April | Wilhelm Friedrich Riem                        | deutscher Komponist und Dirigent                                             | 77    |       |
| 20. April | Benjamin Tappan                               | US-amerikanischer Jurist und Politiker                                       | 83    |       |
| 21. April | Joseph Heinrich Wolf                          | deutscher Advokat und Heimatforscher                                         | 53    |       |
| 22. April | Luigi Rossini                                 | italienischer Künstler                                                       | 66    |       |
| 23. April | Juan Lindo                                    | Präsident von El Salvador                                                    | 66    |       |
| 24. April | Gustav Friedrich Held                         | deutscher Jurist; sächsischer Regierungschef (1849)                          | 52    |       |
| 24. April | Diederich Meier                               | deutscher Politiker                                                          | 69    |       |
| 24. April | John Gallagher Montgomery                     | US-amerikanischer Politiker                                                  | 51    |       |
| 25. April | Franz Xaver Riepl                             | österreichischer Geologe, Eisenbahnfachmann                                  | 66    |       |
| 28. April | Johann Konrad Irmischer                       | deutscher evangelischer Theologe und Bibliothekar                            | 59    |       |
| 29. April | Antoine-Félix Boisselier                      | französischer Historien- und Landschaftsmaler                                | 66    |       |
| 29. April | Antoine Meyer                                 | luxemburgischer Mathematiker und Autor                                       | 55    |       |
| 30. April | Maria von Großbritannien, Irland und Hannover | Mitglied der Britischen Königsfamilie aus dem Haus Hannover                  | 81    |       |

## Mai
| Tag     | Name                                  | Beruf, bekannt als                                                                     | Alter | Beleg |
| ------- | ------------------------------------- | -------------------------------------------------------------------------------------- | ----- | ----- |
| 1. Mai  | Stephen Adams                         | US-amerikanischer Politiker                                                            | 49    |       |
| 1. Mai  | Johann Heinrich Ohlendorff            | deutscher Landschaftsgärtner und Botaniker                                             | 68    |       |
| 2. Mai  | Frederick Scott Archer                | britischer Bildhauer und Fotopionier, Entwickler der Kollodium-Nassplatte              |       |       |
| 2. Mai  | Alfred de Musset                      | französischer Schriftsteller                                                           | 46    |       |
| 4. Mai  | Domingos Vieira                       | portugiesischer Augustinermönch, Theologe, Romanist, Lusitanist und Lexikograf         | 82    |       |
| 6. Mai  | Hiram Belcher                         | US-amerikanischer Politiker                                                            | 67    |       |
| 7. Mai  | Johann Smidt                          | deutscher Politiker und Theologe, Bürgermeister von Bremen und Gründer von Bremerhaven | 83    |       |
| 8. Mai  | Johann Adam von Seuffert              | deutscher Rechtsgelehrter                                                              | 63    |       |
| 9. Mai  | Ludwig Berner                         | Schweizer Politiker                                                                    | 62    |       |
| 9. Mai  | John Conard                           | US-amerikanischer Politiker                                                            | 83    |       |
| 10. Mai | Hermann von Roeder                    | preußischer Generalmajor                                                               | 60    |       |
| 11. Mai | Nikolai Nathan Fürst                  | dänisch-deutscher Schriftsteller und Publizist                                         |       |       |
| 11. Mai | Thomas J. Oakley                      | US-amerikanischer Jurist und Politiker                                                 | 73    |       |
| 11. Mai | Gustav Simon                          | Dermatologe                                                                            | 46    |       |
| 11. Mai | Eugène François Vidocq                | französischer Verbrecher, Begründer der modernen Kriminalistik                         | 81    |       |
| 13. Mai | Franz Bernhard Schiller               | deutscher Bildhauer                                                                    | 41    |       |
| 14. Mai | Jacob Niclas Ahlström                 | schwedischer Kapellmeister und Komponist                                               | 51    |       |
| 14. Mai | Emil Walther                          | württembergischer Oberamtmann                                                          | 49    |       |
| 15. Mai | Philipp von Lehrbach                  | hessischer Offizier und Politiker                                                      | 67    |       |
| 15. Mai | Wassili Andrejewitsch Tropinin        | russischer Porträtmaler                                                                | 81    |       |
| 16. Mai | Asaf Jah IV.                          | Nizam des indischen Fürstenstaates Hyderabad                                           | 63    |       |
| 17. Mai | Wilhelm Gottlieb Tilesius von Tilenau | deutscher Mediziner, Naturforscher, Zeichner und Kupferstecher                         | 87    |       |
| 18. Mai | Georg Ludwig Kobelt                   | deutscher Anatom                                                                       | 53    |       |
| 18. Mai | Ferdinand Maximilian Starck           | deutscher Jurist und Politiker                                                         | 78    |       |
| 20. Mai | Ernst Alexander Schmidt               | deutscher Historiker                                                                   | 55    |       |
| 21. Mai | Karl von Hahn                         | deutscher Theaterdirektor, Gutsbesitzer und Erblandmarschall                           | 75    |       |
| 21. Mai | Moritz Heinrich Hauser                | deutscher Liederkomponist und Dirigent                                                 | 30    |       |
| 21. Mai | Thomas H. Hubbard                     | US-amerikanischer Politiker                                                            | 75    |       |
| 22. Mai | Franz Ferdinand von Druffel           | deutscher Mediziner, Begutachter von Anna Katharina Emmerick                           | 94    |       |
| 23. Mai | Augustin-Louis Cauchy                 | Mathematiker                                                                           | 67    |       |
| 25. Mai | Andrew Butler                         | US-amerikanischer Politiker                                                            | 60    |       |
| 26. Mai | James Bell                            | US-amerikanischer Politiker                                                            | 52    |       |
| 26. Mai | William Wood                          | britischer Malakologe und Entomologe                                                   |       |       |
| 27. Mai | George Anson                          | britischer General, Oberbefehlshaber in Indien, Politiker und Mitglied des Unterhauses | 59    |       |
| 28. Mai | Georg Friedrich Harnisch              | deutscher Zinngießer-Meister und Unternehmer                                           |       |       |
| 28. Mai | Martin Netsch                         | deutscher Bürgermeister und Landtagsabgeordneter                                       |       |       |
| 28. Mai | Gisbert Swartendijk Stierling         | niederländisch-deutscher Mediziner und zeitweilig Badearzt in Travemünde               | 70    |       |
| 29. Mai | Agustina de Aragón                    | spanische Unabhängigkeitskämpferin während der Napoleonische Kriege                    |       |       |
| 29. Mai | Edward Rogers                         | US-amerikanischer Jurist und Politiker                                                 | 69    |       |
| 29. Mai | Sophie Friederike von Österreich      | Erzherzogin von Österreich; im Kindesalter verstorbene Tochter Kaiser Franz Josef I.   | 2     |       |
| Mai     | Augustinos Kapodistrias               | griechischer Staatspräsident                                                           |       |       |

## Juni
| Tag      | Name                                | Beruf, bekannt als                                                                          | Alter | Beleg |
| -------- | ----------------------------------- | ------------------------------------------------------------------------------------------- | ----- | ----- |
| 2. Juni  | Katharina Bagration                 | russische Aristokratin und Mätresse                                                         | 74    |       |
| 3. Juni  | Vincentius Massoni                  | italienischer Geistlicher, römisch-katholischer Erzbischof und Diplomat des Heiligen Stuhls | 49    |       |
| 5. Juni  | Charles Brifaut                     | französischer Schriftsteller                                                                | 76    |       |
| 5. Juni  | Karl Wilhelm Flügel                 | Schweizer Arzt                                                                              |       |       |
| 5. Juni  | Henry Hubbard                       | US-amerikanischer Politiker                                                                 | 73    |       |
| 6. Juni  | Katharina Tomaselli                 | österreichische Schauspielerin                                                              | 46    |       |
| 8. Juni  | Franklin Welsh Bowdon               | US-amerikanischer Rechtsanwalt und Politiker                                                | 40    |       |
| 8. Juni  | Eberhard Christian von Heigelin     | württembergischer Oberamtmann                                                               | 68    |       |
| 8. Juni  | Joseph Marion Hernández             | US-amerikanischer Politiker                                                                 | 69    |       |
| 8. Juni  | Douglas William Jerrold             | englischer Dramatiker und Erzähler                                                          | 54    |       |
| 8. Juni  | Karl Friedrich Nebenius             | badischer Beamter                                                                           | 72    |       |
| 10. Juni | Friedrich Wilhelm Wagner            | deutscher klassischer Philologe                                                             | 42    |       |
| 11. Juni | Heinrich Brunner                    | Schweizer Unternehmer und Politiker                                                         | 83    |       |
| 11. Juni | Franz Lorenz Gerbl                  | deutscher Missionar                                                                         | 26    |       |
| 11. Juni | Moritz Retzsch                      | deutscher Zeichner, Maler und Radierer                                                      | 77    |       |
| 11. Juni | Albrecht von Roeder                 | deutsch-US-amerikanischer Soldat und Farmer                                                 | 45    |       |
| 13. Juni | John Cox Stevens                    | US-amerikanischer Geschäftsmann und Segler                                                  | 71    |       |
| 15. Juni | Karl Funk                           | deutscher Pädagoge                                                                          | 75    |       |
| 15. Juni | Christian Koken                     | deutscher Gymnasiallehrer und Schuldirektor                                                 | 77    |       |
| 17. Juni | Augustus Young                      | US-amerikanischer Politiker                                                                 | 73    |       |
| 19. Juni | Friedrich Krafft                    | deutscher Politiker                                                                         | 80    |       |
| 20. Juni | Franz Hugo Rieß von Scheurnschloß   | kurhessischer Minister                                                                      | 75    |       |
| 20. Juni | Jakob Ruepp                         | Schweizer Jurist, Politiker und Hauserzieher                                                | 65    |       |
| 20. Juni | Alexander Iwanowitsch Tschernyschow | russischer General und Kriegsminister                                                       | 71    |       |
| 21. Juni | Karl von Schiller                   | württembergischer Forstmeister                                                              | 63    |       |
| 21. Juni | Louis Jacques Thénard               | französischer Chemiker                                                                      | 80    |       |
| 22. Juni | Konrad Josef Glutz von Blotzheim    | Schweizer römisch-katholischer Geistlicher                                                  |       |       |
| 22. Juni | Michael Spörlin                     | österreichischer Unternehmer                                                                |       |       |
| 24. Juni | Richard Arden, 3. Baron Alvanley    | britischer Militärangehöriger                                                               | 64    |       |
| 24. Juni | Ernst Heinrich Zettwach             | preußischer Verwaltungsjurist                                                               | 70    |       |
| 25. Juni | Langdon Cheves                      | US-amerikanischer Politiker                                                                 | 80    |       |
| 25. Juni | Johann Peter Wilckens               | deutscher Jurist                                                                            | 80    |       |
| 26. Juni | Henry James Brooke                  | britischer Kristallograph und Mineraloge                                                    | 86    |       |
| 26. Juni | Daniel MacMillan                    | britischer Verleger                                                                         | 43    |       |
| 26. Juni | Johann Philipp Mattlener            | deutscher Architekt und Bauingenieur                                                        |       |       |
| 26. Juni | Stephen C. Phillips                 | US-amerikanischer Politiker                                                                 | 55    |       |
| 26. Juni | Zeno Scudder                        | US-amerikanischer Politiker                                                                 | 49    |       |
| 27. Juni | Hugh Wheeler                        | britischer Offizier                                                                         |       |       |
| 28. Juni | Joseph Fischhof                     | österreichischer Komponist, Musiklehrer und Autor                                           | 53    |       |
| 28. Juni | Emil Müller                         | deutscher Kaufmann                                                                          | 50    |       |
| 29. Juni | Christian Gottlob Großmann          | Theologe                                                                                    | 73    |       |
| 30. Juni | Anton Mätzler                       | römisch-katholischer Theologe und Schriftsteller                                            | 76    |       |
| 30. Juni | Alcide Dessalines d’Orbigny         | französischer Paläontologe und Hochschullehrer                                              | 54    |       |

## Juli
| Tag      | Name                                             | Beruf, bekannt als                                                           | Alter | Beleg |
| -------- | ------------------------------------------------ | ---------------------------------------------------------------------------- | ----- | ----- |
| 1. Juli  | Johann Georg Keil                                | deutscher Dichter und Romanist                                               | 76    |       |
| 1. Juli  | George Spencer-Churchill, 6. Duke of Marlborough | britischer Adliger und Politiker, Mitglied des House of Commons              | 63    |       |
| 1. Juli  | Josef Wasserburger                               | Metzger und Volksmusiker                                                     | 68    |       |
| 2. Juli  | Carlo Pisacane                                   | italienischer Politiker, Guerillakämpfer und Schriftsteller                  | 38    |       |
| 3. Juli  | Anna Maria Stanhope                              | britische Adlige und Hofdame der Königin Victoria                            | 73    |       |
| 3. Juli  | Cornelius Suhr                                   | deutscher Lithograf, einer der Gebrüder Suhr                                 | 76    |       |
| 4. Juli  | Henry Montgomery Lawrence                        | britischer General                                                           | 51    |       |
| 4. Juli  | William L. Marcy                                 | US-amerikanischer Politiker                                                  | 70    |       |
| 5. Juli  | Gerhard Robert Walter von Coeckelberghe-Dützele  | österreichischer Beamter und Schriftsteller                                  | 71    |       |
| 5. Juli  | Christian Rommel                                 | deutscher Jurist und Mitglied der kurhessischen Ständeversammlung            | 58    |       |
| 5. Juli  | Ludwig Friedrich von Schmidt                     | deutscher evangelischer Theologe                                             | 93    |       |
| 5. Juli  | Barthélemy Thimonnier                            | französischer Nähmaschinenfabrikant                                          | 63    |       |
| 6. Juni  | Patrick Phelan                                   | irischer Ordensgeistlicher und römisch-katholischer Bischof von Kingston     | 62    |       |
| 6. Juli  | Ignaz Raffalt                                    | österreichischer Maler                                                       | 56    |       |
| 7. Juli  | Micah Brooks                                     | US-amerikanischer Jurist und Politiker                                       | 82    |       |
| 7. Juli  | Elias Brown                                      | US-amerikanischer Politiker                                                  | 64    |       |
| 8. Juli  | Karl Emil Adelbert von Herder                    | bayerischer Gutsbesitzer                                                     | 77    |       |
| 9. Juli  | Jakob Cederström                                 | Offizier in der schwedischen Armee                                           | 75    |       |
| 11. Juli | Friedrich Wilhelm August Bischoff                | deutscher Jurist                                                             | 52    |       |
| 13. Juli | François-Auguste Cheussey                        | französischer Architekt und Dombaumeister                                    | 75    |       |
| 13. Juli | Karl Wilhelm Gottlob Kastner                     | deutscher Chemiker                                                           | 73    |       |
| 13. Juli | Johann Lautmann                                  | österreichischer Gastwirt, Fleischhauer und Politiker                        | 68    |       |
| 13. Juli | Karl Wauer                                       | deutscher Sänger (Bass) und Schauspieler                                     | 74    |       |
| 15. Juli | Carl Czerny                                      | österreichischer Komponist, Pianist und Klavierpädagoge                      | 66    |       |
| 16. Juli | Pierre-Jean de Béranger                          | französischer Lyriker und Liedtexter                                         | 76    |       |
| 16. Juli | Karl August Credner                              | deutscher evangelischer Theologe und Professor für protestantische Theologie | 60    |       |
| 16. Juli | Gilbert Mair                                     | neuseeländischer Seemann und Händler                                         | 58    |       |
| 17. Juli | Frédéric Sauvage                                 | französischer Ingenieur und Erfinder                                         | 70    |       |
| 19. Juli | Ignacio Álvarez Thomas                           | argentinischer Offizier und Politiker                                        | 70    |       |
| 19. Juli | Stefano Franscini                                | Schweizer Statistiker und Politiker                                          | 60    |       |
| 20. Juli | Gustav Bülau                                     | deutscher Arzt                                                               | 57    |       |
| 23. Juli | Theodor Müller                                   | deutscher, hauptsächlich in der Schweiz wirkender Theologe und Pädagoge      | 66    |       |
| 23. Juli | Johannes Rohner                                  | Schweizer Verleger                                                           | 47    |       |
| 26. Juli | Albert Höfer                                     | deutscher katholischer Pfarrer; Kirchenliedkomponist                         | 55    |       |
| 26. Juli | Franz Joseph Adolph Schneidawind                 | deutscher Historiker                                                         | 57    |       |
| 27. Juli | Josef Ladislav Jandera                           | tschechischer Geistlicher, Prämonstratenser, Professor für Mathematik        | 81    |       |
| 27. Juli | Cord Wischmann                                   | deutscher Tischlermeister und Politiker, MdBB                                |       |       |
| 28. Juli | Ferdinand Wilhelm Brune                          | deutscher Architekt des späten Klassizismus                                  | 54    |       |
| 28. Juli | Alban Leiblein                                   | badischer Beamter                                                            | 70    |       |
| 29. Juli | Charles Lucien Jules Laurent Bonaparte           | italienischer Ornithologe, Politiker und Pfarrer                             | 54    |       |
| 29. Juli | James Holman                                     | englischer Reisender                                                         | 70    |       |
| 29. Juli | Thomas Jefferson Rusk                            | US-amerikanischer Politiker (Demokratische Partei)                           | 53    |       |
| 30. Juli | Josef Wolfgang Eberl                             | bayerischer Gymnasialprofessor für katholische Theologie                     | 39    |       |
| 30. Juli | Matti Pohto                                      | finnischer Büchersammler                                                     | 40    |       |

## August
| Tag        | Name                                                 | Beruf, bekannt als                                                                     | Alter | Beleg |
| ---------- | ---------------------------------------------------- | -------------------------------------------------------------------------------------- | ----- | ----- |
| 1. August  | Petrus Frans van Kerckhoven                          | Dichter und Schriftsteller                                                             | 38    |       |
| 1. August  | Hopkins L. Turney                                    | US-amerikanischer Politiker                                                            | 59    |       |
| 1. August  | Emilie Zumsteeg                                      | deutsche Komponistin, Musiklehrerin, Chorleiterin, Pianistin und Musikschriftstellerin | 60    |       |
| 2. August  | Georg Hermann Pfaff                                  | deutscher Finanzrat und Mitglied der kurhessischen Ständeversammlung                   | 55    |       |
| 3. August  | Hermann von Hompesch-Rurich                          | deutscher Rittergutsbesitzer und Politiker                                             | 60    |       |
| 3. August  | Eugène Sue                                           | französischer Schriftsteller                                                           | 52    |       |
| 4. August  | James C. Dobbin                                      | US-amerikanischer Politiker (Demokratische Partei)                                     | 43    |       |
| 4. August  | Anton Otto Schellenberg                              | deutscher Schriftsteller, Theologe und Pfarrer                                         | 84    |       |
| 5. August  | Thomas Settle                                        | US-amerikanischer Politiker                                                            | 68    |       |
| 5. August  | Christian Gottlieb Wellner                           | deutscher Unternehmer                                                                  | 62    |       |
| 7. August  | Johann George Otto Stuart von Schmidt auf Altenstadt | Gouverneur von Suriname                                                                | 51    |       |
| 10. August | John Wilson Croker                                   | englischer Parlamentsredner, Dichter und Journalist, Mitglied des House of Commons     | 76    |       |
| 11. August | Carl Theodor Dietzsch                                | deutscher Jurist und Mitglied der Frankfurter Nationalversammlung                      | 37    |       |
| 11. August | Marshall Hall                                        | englischer Physiologe                                                                  | 67    |       |
| 11. August | John Long                                            | US-amerikanischer Politiker                                                            | 72    |       |
| 12. August | William Daniel Conybeare                             | britischer Geologe und Paläontologe                                                    | 70    |       |
| 12. August | José María San Martín y Ulloa                        | Politiker in El Salvador                                                               | 46    |       |
| 12. August | Heinrich Strub                                       | Schweizer Politiker                                                                    | 70    |       |
| 13. August | Karl Felix Brunner                                   | deutscher Jurist und Richter                                                           | 54    |       |
| 13. August | Franz Friedrich Graeber                              | deutscher evangelischer Theologe                                                       | 73    |       |
| 13. August | Christoph Martin                                     | deutscher Jurist und Hochschullehrer                                                   | 85    |       |
| 14. August | Rosette Niederer-Kasthofer                           | Schweizer Pädagogin                                                                    | 77    |       |
| 15. August | James B. Hunt                                        | US-amerikanischer Politiker                                                            | 58    |       |
| 15. August | Johann Friedrich Naumann                             | deutscher Begründer der Vogelkunde in Mitteleuropa                                     | 77    |       |
| 15. August | Christian Schreiber                                  | deutscher Theologe, Philologe, Dichter und Doktor der Philosophie                      | 76    |       |
| 16. August | Heinrich Daniel Städel                               | Landtagsabgeordneter Großherzogtum Hessen                                              | 86    |       |
| 17. August | Daniel Latussek                                      | Weihbischof, Generalvikar und Kapitularvikar von Breslau                               | 70    |       |
| 17. August | Ferdinand Karl Schweikart                            | deutscher Jurist und Mathematiker                                                      | 77    |       |
| 18. August | Karl Christoph Hüter                                 | deutscher Mediziner und Hochschullehrer                                                | 54    |       |
| 19. August | Max von Eelking                                      | deutscher Offizier                                                                     | 75    |       |
| 22. August | Lewis Eaton                                          | US-amerikanischer Politiker                                                            | 67    |       |
| 23. August | Karl Emanuel Fahrländer                              | Schweizer Politiker                                                                    | 54    |       |
| 23. August | Iwan Dmitrijewitsch Jakuschkin                       | russischer Hauptmann und Dekabrist                                                     | 63    |       |
| 23. August | Carl Ludwig Koch                                     | deutscher Entomologe und Arachnologe                                                   | 78    |       |
| 23. August | Alois Meßmer                                         | österreichischer Schriftsteller und Theologe                                           | 34    |       |
| 24. August | August Wilhelm Julius Ahlborn                        | deutscher Landschaftsmaler                                                             | 60    |       |
| 24. August | Grigore Alexandru Ghica                              | Fürst von Moldau                                                                       |       |       |
| 26. August | Manuel Álvarez                                       | Präsident des mexikanischen Bundesstaates Colima                                       |       |       |
| 26. August | Adolf Schlagintweit                                  | deutscher Reisender und Entdecker                                                      | 28    |       |
| 26. August | Wilhelm Eduard Schorn                                | erster Direktor des Berliner Kupferstichkabinetts                                      | 51    |       |
| 27. August | Rufus Wilmot Griswold                                | US-amerikanischer Verleger, Literaturkritiker und Schriftsteller                       | 42    |       |
| 27. August | Axel Fredrik Palander                                | schwedischer Kapitän                                                                   | 54    |       |
| 27. August | Johann Steller                                       | österreichischer Superintendent                                                        | 89    |       |
| 27. August | Franz Michael Wittmann                               | deutscher Historiker und Archivar                                                      | 52    |       |
| 28. August | Joel Keith Mann                                      | US-amerikanischer Politiker                                                            | 77    |       |
| 29. August | Johannes Groh                                        | deutscher katholischer Priester, Seminarregens und Domkapitular in der Diözese Speyer  | 71    |       |
| 29. August | Viktor Kästner                                       | siebenbürgisch-sächsischer Mundartdichter                                              | 30    |       |

## September
| Tag           | Name                                    | Beruf, bekannt als                                                                    | Alter | Beleg |
| ------------- | --------------------------------------- | ------------------------------------------------------------------------------------- | ----- | ----- |
| 1. September  | Joshua King                             | britischer Mathematiker                                                               | 59    |       |
| 2. September  | Martin Hinrich Lichtenstein             | deutscher Physiker, Forscher und Zoologe                                              | 77    |       |
| 2. September  | Benjamin Ruggles                        | US-amerikanischer Politiker                                                           | 74    |       |
| 3. September  | Valentin Kinscherf                      | hessischer Müller und Landtagsabgeordneter                                            | 63    |       |
| 3. September  | John McLoughlin                         | britisch-US-amerikanischer Arzt und Verwalter                                         | 72    |       |
| 4. September  | George G. Dunn                          | US-amerikanischer Politiker                                                           | 44    |       |
| 5. September  | Auguste Comte                           | französischer Mathematiker, Philosoph und Religionskritiker, Begründer der Soziologie | 59    |       |
| 5. September  | Jacob Friedrich von Magenau             | württembergischer Oberamtmann                                                         | 61    |       |
| 6. September  | Johann Salomo Christoph Schweigger      | deutscher Physiker und Chemiker                                                       | 78    |       |
| 7. September  | Antonie van Goudoever                   | niederländischer Klassischer Philologe                                                | 72    |       |
| 7. September  | James Lockhart                          | US-amerikanischer Politiker                                                           | 51    |       |
| 8. September  | Jean-François Boissonade                | französischer Klassischer Philologe                                                   | 83    |       |
| 8. September  | Carl Müller                             | deutscher Jurist und Richter                                                          | 63    |       |
| 10. September | Melchior Ritter von Stenglein           | Regierungspräsident von Oberfranken                                                   | 66    |       |
| 10. September | Sofja Swetschina                        | russische Hofdame und Schriftstellerin                                                | 74    |       |
| 11. September | Ambroise Louis Garneray                 | französischer Marinemaler und Kupferstecher                                           | 74    |       |
| 13. September | Henry David Erskine, 12. Earl of Buchan | schottischer Adeliger                                                                 | 74    |       |
| 13. September | Johanna zu Salm-Reifferscheidt          | böhmische Adelige und Malerin                                                         | 77    |       |
| 13. September | Ferdinand Villax                        | ungarischer Zisterzienser und Abt des Klosters Zirc                                   | 73    |       |
| 14. September | Franz Joseph Merklin                    | deutscher Orgelbauer                                                                  | 69    |       |
| 14. September | John Williams Wilson                    | britischer Fregattenkapitän der chilenischen Marine                                   |       |       |
| 14. September | Anna Nikolajewna Wulf                   | russische Adlige, mit Alexander Puschkin befreundet                                   | 57    |       |
| 15. September | Clark Bissell                           | US-amerikanischer Politiker und Jurist                                                | 75    |       |
| 15. September | John Henderson                          | US-amerikanischer Politiker                                                           | 60    |       |
| 16. September | William Davidson                        | US-amerikanischer Politiker                                                           | 79    |       |
| 16. September | Eugen von Württemberg                   | Prinz von Württemberg und russischer General                                          | 69    |       |
| 18. September | Karol Kurpiński                         | polnischer Komponist                                                                  | 72    |       |
| 18. September | Sebastian Lucius                        | deutscher Fabrikant                                                                   | 75    |       |
| 18. September | Joachim Daniel Andreas Müller           | schwedischer Gärtner und Schriftsteller                                               | 45    |       |
| 18. September | Jean Baptiste Gustave Planche           | französischer Literatur- und Kunstkritiker                                            | 49    |       |
| 18. September | Étienne Marc Quatremère                 | französischer Orientalist                                                             | 75    |       |
| 20. September | Peter Suhr                              | deutscher Lithograf, einer der Gebrüder Suhr                                          | 69    |       |
| 21. September | Sunwon                                  | Frau von König Sunjo von Joseon                                                       | 68    |       |
| 21. September | Gustav Wittich                          | deutscher Politiker, Kanzler (SWE)                                                    | 73    |       |
| 22. September | Johann Heuffel                          | ungarischer Botaniker                                                                 | 56    |       |
| 22. September | Daniele Manin                           | italienischer Advokat und Revolutionsführer                                           | 53    |       |
| 22. September | Raimund Veit                            | deutscher Agrarwissenschaftler                                                        | 72    |       |
| 23. September | John Nicholson                          | Offizier der Britischen Ostindien-Kompanie                                            | 34    |       |
| 25. September | Astolphe de Custine                     | französischer Reiseschriftsteller                                                     | 67    |       |
| 25. September | Carl Leistler                           | österreichischer Möbel- und Parkettenfabrikant                                        |       |       |
| 25. September | James Neill                             | Offizier der Britischen Ostindien-Kompanie                                            | 47    |       |
| 25. September | Ernst Reinecke                          | deutscher Verwaltungsjurist und Politiker                                             | 67    |       |
| 27. September | Johann Christoph Albers                 | deutscher Mediziner, Botaniker und Malakologe; Direktor der Tierarzneischule Berlin   | 62    |       |
| 27. September | Sebastian von Köhl                      | Schweizer Oberst a. D., Oberzunftmeister, Ratsherr, Stadtvogt und Gerichtsherr        | 64    |       |
| 28. September | Heinrich von Rodenstein                 | Landtagsabgeordneter Großherzogtum Hessen                                             | 88    |       |
| 29. September | François-Jean Moulinié                  | Schweizer Politiker                                                                   | 60    |       |
| 30. September | Johann Chrysostomus Senn                | österreichischer politischer Lyriker                                                  | 62    |       |
| September     | Stinson Anderson                        | US-amerikanischer Politiker                                                           | 57    |       |

## Oktober
| Tag         | Name                                   | Beruf, bekannt als                                                                       | Alter | Beleg |
| ----------- | -------------------------------------- | ---------------------------------------------------------------------------------------- | ----- | ----- |
| 1. Oktober  | Johann Bordolo von Boreo               | österreichischer Feldmarschalleutnant                                                    | 65    |       |
| 2. Oktober  | Jacob Houck junior                     | US-amerikanischer Jurist und Politiker                                                   | 56    |       |
| 3. Oktober  | Alois Miesbach                         | österreichischer Industrieller                                                           | 66    |       |
| 4. Oktober  | Carl Georg Curtius                     | Syndikus des Rates der Hansestadt Lübeck                                                 | 86    |       |
| 4. Oktober  | John Sanford                           | US-amerikanischer Politiker                                                              | 54    |       |
| 5. Oktober  | Ichabod Crane                          | US-amerikanischer Offizier                                                               | 70    |       |
| 5. Oktober  | Hans Adolph von Hartitzsch             | deutscher Rittmeister, Rittergutsbesitzer und Politiker, MdL (Königreich Sachsen)        | 79    |       |
| 5. Oktober  | Wenzel Scholz                          | österreichischer Schauspieler                                                            | 70    |       |
| 5. Oktober  | Wilhelm Theodor Streuber               | Schweizer Theologe, Klassischer Philologe, Journalist und Autor                          | 41    |       |
| 7. Oktober  | Louis McLane                           | US-amerikanischer Politiker                                                              | 71    |       |
| 7. Oktober  | Karl von Reyher                        | preußischer General der Kavallerie, Kriegsminister und Generalstabschef                  | 71    |       |
| 7. Oktober  | Otto Ungerbühler                       | preußischer Jurist, Mitglied der Frankfurter Nationalversammlung                         | 58    |       |
| 7. Oktober  | Ludwig von Zanth                       | deutscher Architekt, Architekturtheoretiker und Aquarellmaler                            | 61    |       |
| 9. Oktober  | Josef Ressel                           | österreichischer Forstbeamter und Erfinder                                               | 64    |       |
| 10. Oktober | Thomas Crawford                        | US-amerikanischer Bildhauer                                                              | 43    |       |
| 10. Oktober | George Washington Parke Custis         | US-amerikanischer Autor, Redner und Dramatiker                                           | 76    |       |
| 10. Oktober | Archibald L. Linn                      | US-amerikanischer Jurist und Politiker                                                   | 54    |       |
| 11. Oktober | Anton Forch                            | deutscher katholischer Priester, Domkapitular und Dompropst im Bistum Speyer             | 71    |       |
| 14. Oktober | Johan Christian Clausen Dahl           | norwegischer Maler                                                                       | 69    |       |
| 14. Oktober | Samuel Tuke                            | englischer Quäker, Menschenfreund und Reformer psychiatrischer Anstalten                 | 73    |       |
| 17. Oktober | Henry Shaw                             | US-amerikanischer Politiker                                                              |       |       |
| 18. Oktober | Wilhelm Rumann                         | Stadtdirektor von Hannover                                                               | 73    |       |
| 19. Oktober | Johann Jakob Hess                      | Schweizer Jurist und Politiker                                                           | 66    |       |
| 19. Oktober | John Walker                            | schottischer Whiskyfabrikant und Begründer der Johnnie Walker-Whiskydynastie             | 52    |       |
| 20. Oktober | Ludwig Bernhard Schmid                 | deutscher Geistlicher und Missionar                                                      | 69    |       |
| 22. Oktober | Sibylle Mertens-Schaaffhausen          | deutsche Archäologin, Zentrum der Bonner Gesellschaft                                    | 60    |       |
| 23. Oktober | Jozef Achtel                           | polnischer Komponist                                                                     | 52    |       |
| 23. Oktober | Friedrich Kammerer                     | deutscher Ingenieur, Konstrukteur                                                        | 61    |       |
| 23. Oktober | Gotthard von der Recke von Volmerstein | preußischer Verwaltungsbeamter und Landrat                                               | 72    |       |
| 24. Oktober | Friedrich Aegidius von Ostau           | preußischer Major, Landrat und Ritter des Ordens Pour le Mérite                          | 84    |       |
| 26. Oktober | Ludwig Schwarzenberg                   | deutscher Jurist und Politiker                                                           | 69    |       |
| 27. Oktober | Charles Polk                           | US-amerikanischer Politiker                                                              | 68    |       |
| 27. Oktober | George A. Simmons                      | US-amerikanischer Politiker                                                              | 66    |       |
| 28. Oktober | Elena Andreianova                      | russische Balletttänzerin                                                                | 38    |       |
| 28. Oktober | Louis-Eugène Cavaignac                 | französischer General und Kriegsminister                                                 | 55    |       |
| 28. Oktober | August Hettling                        | deutscher Jurist und Archivar                                                            | 72    |       |
| 31. Oktober | Gerrit Jan Michaëlis                   | niederländischer Landschafts- und Porträtmaler sowie Aquarellist, Radierer und Lithograf | 82    |       |

## November
| Tag          | Name                                        | Beruf, bekannt als                                                                                            | Alter | Beleg |
| ------------ | ------------------------------------------- | --- | ----- | ----- |
| 1. November  | Jacob Stout                                 | US-amerikanischer Politiker                                                                                   |       |       |
| 2. November  | William de Gillern                          | schlesischstämmiger Siedler in Tasmanien (ab 1823)                                                            | 68    |       |
| 2. November  | Carl von Theodori                           | deutscher Paläontologe und Verwaltungsjurist                                                                  | 68    |       |
| 3. November  | William Fitzwilliam Owen                    | britischer Marineoffizier und Forscher                                                                        | 83    |       |
| 5. November  | Alexander Campbell                          | US-amerikanischer Politiker                                                                                   |       |       |
| 5. November  | Edmund Davy                                 | irischer Chemiker                                                                                             |       |       |
| 6. November  | Valentin Riedel                             | Bischof von Regensburg (1842–1857)                                                                            | 55    |       |
| 8. November  | Josef Dierzer von Traunthal                 | österreichischer Unternehmer und Politiker                                                                    | 57    |       |
| 8. November  | Konrad Georgi                               | Richter und Landtagsabgeordneter Großherzogtum Hessen                                                         | 57    |       |
| 9. November  | Walter Coles                                | US-amerikanischer Politiker                                                                                   | 66    |       |
| 10. November | Christof Fries                              | deutscher Opernsänger (Bass), Theaterschauspieler, Bühnen- und Kostümbildner                                  |       |       |
| 10. November | Viktoria von Sachsen-Coburg-Saalfeld-Koháry | deutsche Prinzessin, durch Heirat Herzogin von Nemours                                                        | 35    |       |
| 11. November | Jacques Pierre Charles Abbatucci            | französischer Politiker                                                                                       | 65    |       |
| 12. November | Manuel Oribe                                | uruguayischer Politiker                                                                                       | 65    |       |
| 12. November | August Heinrich von Pachelbel-Gehag         | preußischer Offizier, Beamter und Gutsbesitzer                                                                | 62    |       |
| 12. November | Massimiliano Spinola                        | italienischer Entomologe                                                                                      | 77    |       |
| 14. November | Cornelis Kruseman                           | niederländischer Maler, Zeichner, Radierer, Lithograph, Silhouettist, Scherenschnittkünstler und Kunstsammler | 60    |       |
| 15. November | Guilherme Henriques de Carvalho             | portugiesischer Geistlicher                                                                                   | 64    |       |
| 15. November | James Hamilton junior                       | US-amerikanischer Politiker                                                                                   | 71    |       |
| 15. November | Alois Vock                                  | Schweizer römisch-katholischer Geistlicher, Pädagoge und Historiker                                           | 72    |       |
| 16. November | George Gliddon                              | britisch-amerikanischer Ägyptologe und Rassentheoretiker                                                      |       |       |
| 16. November | Johann Philipp Gruson                       | deutscher Mathematiker                                                                                        | 89    |       |
| 18. November | Johann Ludwig von Bernuth                   | preußischer Beamter                                                                                           | 87    |       |
| 18. November | John Fleming                                | schottischer Zoologe und Geologe                                                                              | 72    |       |
| 18. November | Karl Albert Merz von Quirnheim              | deutscher Reichsritter, General und Kommandant in der bayerischen Armee                                       | 83    |       |
| 19. November | Esbon Blackmar                              | US-amerikanischer Politiker                                                                                   | 52    |       |
| 20. November | Johann Georg Heck                           | deutscher Sachbuchautor, Lithograf und Kartograf                                                              |       |       |
| 20. November | Henry W. King                               | US-amerikanischer Jurist und Politiker                                                                        | 42    |       |
| 21. November | Horatio Seymour                             | US-amerikanischer Politiker                                                                                   | 79    |       |
| 22. November | Léon Battu                                  | französischer Dramatiker und Librettist                                                                       |       |       |
| 22. November | Mathias Mauracher                           | österreichischer Orgelbauer                                                                                   | 68    |       |
| 22. November | Wolf Pascheles                              | jüdischer Buchhändler, Verleger und Schriftsteller                                                            | 43    |       |
| 24. November | Henry Havelock                              | britischer Generalmajor                                                                                       | 62    |       |
| 25. November | James G. Birney                             | US-amerikanischer Jurist, Politiker und Abolitionist                                                          | 65    |       |
| 26. November | Joseph von Eichendorff                      | deutscher Dichter der deutschen Romantik                                                                      | 69    |       |
| 27. November | Ernst Jättnig                               | deutscher Kupferstecher                                                                                       | 44    |       |
| 27. November | Christopher Harris Williams                 | US-amerikanischer Politiker                                                                                   | 58    |       |
| 29. November | Perkins King                                | US-amerikanischer Jurist und Politiker                                                                        | 73    |       |
| 30. November | Bernhard Clairon d’Haussonville             | deutscher Offizier, zuletzt königlich preußischer Generalmajor                                                | 62    |       |
| 30. November | Christian Theodor von Meien                 | deutscher Jurist, Gutsbesitzer, Verwaltungsbeamter und Politiker                                              | 76    |       |

## Dezember
| Tag          | Name                                      | Beruf, bekannt als                                                                   | Alter | Beleg |
| ------------ | ----------------------------------------- | ------------------------------------------------------------------------------------ | ----- | ----- |
| 1. Dezember  | Vincent Kehrwand                          | Schweizer Politiker und Richter                                                      | 54    |       |
| 2. Dezember  | Elise von Hohenhausen                     | deutsche Schriftstellerin und Übersetzerin                                           | 68    |       |
| 2. Dezember  | Friedrich Wilhelm von Jagow               | preußischer General der Infanterie, Domherr zu Brandenburg                           | 86    |       |
| 3. Dezember  | Filippo Agricola                          | italienischer Maler                                                                  | 62    |       |
| 3. Dezember  | Christian Daniel Rauch                    | deutscher Bildhauer                                                                  | 80    |       |
| 3. Dezember  | Heinrich Eduard Scriba                    | deutscher Pfarrer und Historiker                                                     | 55    |       |
| 6. Dezember  | Friedrich Wilhelm Heidenreich             | deutscher Arzt                                                                       |       |       |
| 6. Dezember  | Jean Claude Eugène Péclet                 | französischer Physiker                                                               | 64    |       |
| 7. Dezember  | Georg Forst                               | Amtmann Herzogtum Nassau                                                             | 86    |       |
| 8. Dezember  | Marie Franz                               | deutsche Theaterschauspielerin                                                       | 21    |       |
| 9. Dezember  | John Pollard Gaines                       | US-amerikanischer Politiker                                                          | 62    |       |
| 10. Dezember | Johann Christian Gottlieb Irmler          | deutscher Klavierbauer                                                               | 67    |       |
| 12. Dezember | Friedrich Wilhelm von Reden               | Statistiker und Politiker                                                            | 55    |       |
| 13. Dezember | Max Goebel                                | deutscher evangelischer Theologe                                                     | 46    |       |
| 13. Dezember | Jean-Nicaise Gros                         | französischer römisch-katholischer Geistlicher und Bischof, Versailles               | 63    |       |
| 15. Dezember | George Cayley                             | britischer Luftfahrtpionier, Erfinder der Wissenschaft des Fluges                    | 83    |       |
| 16. Dezember | Franz Andreas Ebenhöch                    | deutscher Politiker in der bayerischen Abgeordnetenkammer                            | 67    |       |
| 17. Dezember | Francis Beaufort                          | britischer Admiral                                                                   | 83    |       |
| 17. Dezember | William Chetwood                          | US-amerikanischer Politiker                                                          | 86    |       |
| 17. Dezember | Hermann Koenig                            | deutscher Kornett-Virtuose, Komponist und Metallblasinstrumentenmacher               | 38    |       |
| 17. Dezember | Hiram Runnels                             | US-amerikanischer Politiker und Gouverneur des Bundesstaates Mississippi (1833–1835) | 61    |       |
| 19. Dezember | Johann Daniel Elster                      | deutscher Musikpädagoge und Chorleiter                                               | 61    |       |
| 19. Dezember | Luigi Flamini                             | italienischer Franziskaner und Generalminister der Franziskaner-Observanten          | 78    |       |
| 20. Dezember | Johann Heinrich Bongard                   | deutscher Augenarzt und Naturschriftsteller                                          | 78    |       |
| 20. Dezember | Franz Durrer                              | Schweizer Politiker                                                                  | 67    |       |
| 21. Dezember | Carl Friedrich Bruch                      | deutscher Notar und Ornithologe                                                      | 68    |       |
| 22. Dezember | Iwan Bockow                               | russischer Kutscher und Aufseher des Blockhauses Nikolskoë                           | 80    |       |
| 22. Dezember | Josef Franta Šumavský                     | tschechischer Schriftsteller, Pädagoge, Schriftgelehrter und Patriot                 | 61    |       |
| 22. Dezember | Marie Nathusius                           | deutsche Bestsellerautorin und Liedkomponistin                                       | 40    |       |
| 23. Dezember | Achille Devéria                           | französischer Maler und Lithograf                                                    | 57    |       |
| 24. Dezember | Félix Cazot                               | französischer Musikpädagoge und Komponist                                            | 67    |       |
| 24. Dezember | Wilhelm König                             | Kaufmann und Abgeordneter                                                            | 47    |       |
| 24. Dezember | Robert C. Nicholas                        | US-amerikanischer Politiker                                                          |       |       |
| 25. Dezember | Joseph von Auffenberg                     | deutscher Dramatiker und Dichter                                                     | 59    |       |
| 25. Dezember | Alexander Baumann                         | österreichischer Lustspieldichter, Librettist und Komponist                          | 43    |       |
| 26. Dezember | Jacob Anton Mayer                         | deutscher Gründer der Mayerschen Buchhandlung                                        | 75    |       |
| 27. Dezember | Frederick Spencer, 4. Earl Spencer        | britischer Adliger und Admiral                                                       | 59    |       |
| 28. Dezember | Heinrich Friedrich Philipp von Bockelberg | preußischer Diplomat                                                                 | 55    |       |
| 28. Dezember | Franz von Klebelsberg zu Thumburg         | böhmischer Adeliger und k.k. Beamter                                                 | 83    |       |
| 28. Dezember | Leopold Krüger                            | deutscher Bürgermeister und Landtagsabgeordneter                                     |       |       |
| 29. Dezember | John Baptista Ashe                        | US-amerikanischer Politiker                                                          |       |       |
| 30. Dezember | János Hám                                 | Bischof der römisch-katholischen Kirche von Satu Mare (Sathmar)                      | 76    |       |
| 30. Dezember | Gabriel von Liebenroth                    | preußischer Generalleutnant                                                          | 85    |       |
| 31. Dezember | Friedrich August Pischon                  | deutscher Pädagoge, Theologe und Publizist                                           | 72    |       |
| Dezember     | Józef Dwernicki                           | polnischer General                                                                   | 78    |       |

## Datum unbekannt
| Tag               | Name                            | Beruf, bekannt als                                                                                          | Alter | Beleg |
| ----------------- | ------------------------------- | --- | ----- | ----- |
|                   | Juan José Alvarado              | Supremo Director von Honduras                                                                               |       |       |
|                   | Adolf Arenhold                  | deutscher Verwaltungsjurist                                                                                 |       |       |
|                   | Carl Bartholomäi Kühne          | deutscher Verwaltungsjurist, Rittergutsbesitzer und Parlamentarier im Großherzogtum Sachsen-Weimar-Eisenach |       |       |
|                   | Baz Khan                        | Fürst (Sardar) der Dhund-Abbasiden                                                                          |       |       |
| 27. oder 28. März | Louis Frédéric Berger           | Schweizer evangelischer Geistlicher und Politiker                                                           | 63    |       |
|                   | Benjamin Biram                  | Erfinder des Anemometers                                                                                    |       |       |
|                   | Friedrich Borchard              | deutscher Rechtsanwalt und Parlamentarier                                                                   |       |       |
|                   | Johann Daniel von Braunschweig  | deutsch-baltischer Pädagoge                                                                                 |       |       |
|                   | Joseph Burgel                   | Rabbi von Tunis                                                                                             |       |       |
|                   | Patrick Campbell                | britischer Botschafter                                                                                      |       |       |
|                   | Isaac Ebey                      | US-amerikanischer Pionier und Offizier                                                                      |       |       |
|                   | Eduard von Feuchtersleben       | österreichischer Bergbauingenieur und Literat                                                               |       |       |
|                   | Joachim Rudolph Gerdes          | deutscher Verwaltungsbeamter                                                                                |       |       |
|                   | Michael Heigl                   | Räuber |       |       |
|                   | Michael Huber                   | Münchner Fabrikant und Gemeindevorsteher von Haidhausen                                                     |       |       |
|                   | Nikolai Ossipowitsch Kraft      | russischer Eisenbahn-Ingenieur und Hochschullehrer                                                          | ≈ 58  |       |
|                   | Jean Antoine Meissonnier        | französischer Gitarrist, Komponist und Verleger                                                             |       |       |
|                   | Mirza Mughal                    | Sohn des letzten indischen Großmoguls Bahadur Shah II.                                                      |       |       |
|                   | Elizabeth Philpot               | britische Fossiliensammlerin und frühe Paläontologin                                                        |       |       |
|                   | William Henry Playfair          | schottischer Architekt                                                                                      |       |       |
|                   | Carl Christian Philipp Reichel  | russisch-deutscher Maler                                                                                    |       |       |
|                   | Engelbert Schramm               | deutscher Jurist und Oberbürgermeister von Düsseldorf                                                       |       |       |
| 26. Mai oder Juli | Abraham Teerlink                | niederländischer Maler und Zeichner                                                                         | 80    |       |
|                   | José Anastasio Torrens          | mexikanischer Botschafter                                                                                   |       |       |
|                   | John T. Towers                  | US-amerikanischer Politiker                                                                                 |       |       |
|                   | Muhammad ibn ʿUmar at-Tūnisī    | arabischer Kaufmann und Reisender                                                                           |       |       |
|                   | Jan Tyssowski                   | Führer im polnischen Aufstand (1846)                                                                        |       |       |
|                   | Joachim Heinrich von Weickhmann | preußischer Geheimer Regierungsrat; Oberbürgermeister von Danzig (1814–1849)                                | ≈ 88  |       |
|                   | Joachim Wenthin                 | deutscher Orgelbauer                                                                                        |       |       |
|                   | Ernst August von Werlhof        | deutscher Geheimrat                                                                                         |       |       |